# Laghnimyine
Laghnimyine  (in arabo لغنيميين‎?) è un centro abitato e comune rurale del Marocco situato nella provincia di Berrechid, regione di Casablanca-Settat. Conta una popolazione di 17 513 abitanti (censimento 2014).